# Саид Назрул Ислам
Саид Назрул Ислам (бенг. সৈয়দ নজরুল ইসলাম; 18 февраля 1925 — 3 ноября 1975) — бангладешский политик, исполнял обязанности президента Бангладеш в годы войны за независимость в отсутствие Муджибура Рахмана.

## Биография
Родился в 1925 году в округе Кишоргандж провинции Бенгалия (в то время — в составе Британской Индии). Он получил высшее образование в области истории и права в Университете Дакки, и ещё студентом начал принимать участие в деятельности Мусульманской лиги, участвовал в Движении за создание Пакистана. В 1949 году он стал чиновником Пакистанской гражданской службы, но в 1951 ушёл в отставку, чтобы работать профессором в Анандмоханском колледже в Маймансингхе, где также занимался юридической практикой.
Его политическая карьера началась, когда он вступил в Авами Лиг и в 1952 году принял участие в Движении за государственный статус бенгальского языка, за что был арестован пакистанской полицией. В 1970 году он был избран в Национальную ассамблею Пакистана, где короткое время был заместителем лидера парламентского большинства. После ареста Муджибура Рахмана 25 марта 1971 года Саид Назрул Ислам вместе с другими партийными лидерами бежал в Муджибнагар, где они провозгласили независимость Бангладеш. Президентом Бангладеш был избран Муджибур Рахман, но в его отсутствие исполняющим обязанности президента стал Саид Назрул Ислам, а премьер-министром стал Таджуддин Ахмед. Саид Назрул Ислам сыграл ключевую роль в победе бенгальцев, координируя действия мукти-бахини и сумев заручиться поддержкой Индии.
После достижения Бангладеш независимости Саид Назрул Ислам стал министром промышленности, был заместителем председателя парламента и членом конституционного комитета. Когда в 1975 году Муджибур Рахман, став главой государства, запретил политические партии, то Саид Назрул Ислам стал вице-президентом и организовал партию БАКСАЛ, поддерживающую Муджибура Рахмана.
После убийства Муджибура Рахмана 15 августа 1975 года Саид Назрул Ислам ушёл в подполье вместе с прочими сторонниками покойного президента, однако в итоге был арестован. Его, Таджуддина Ахмеда, Камаруззамана и Мансура Али поместили в Центральную тюрьму Дакки, где 3 ноября они были убиты.